# Ambloplisus primus
Ambloplisus primus là một loài tò vò trong họ Ichneumonidae.